# Willits
Willits é uma cidade localizada no estado americano da Califórnia, no condado de Mendocino. Foi incorporada em 19 de novembro de 1888.

## Geografia
De acordo com o United States Census Bureau, a cidade tem uma área de 7,2 km², onde todos os 7,2 km² estão cobertos por terra.

### Localidades na vizinhança
O diagrama seguinte representa as localidades num raio de 40 km ao redor de Willits.

## Demografia
Segundo o censo nacional de 2010, a sua população é de 4 888 habitantes e sua densidade populacional é de 674,02 hab/km². Possui 2 073 residências, que resulta em uma densidade de 285,85 residências/km².